# Celaena atra
Celaena atra är en fjärilsart som beskrevs av Augustus Radcliffe Grote 1874. Celaena atra ingår i släktet Celaena och familjen nattflyn. Inga underarter finns listade i Catalogue of Life.